# Bollywood Movie Award/Bester Liedtext
Der Bollywood Movie Award Best Lyricist ist eine Kategorie des jährlichen Bollywood Movie Awards für indische Filme in Hindi. Ausgezeichnet wird der Autor des besten Liedtextes. Javed Akhtar ist dreimaliger Gewinner.

## Liste der Preisträger
| Jahr | Film und Lied                                 | Liedtexter    |
| ---- | --------------------------------------------- | ------------- |
| 1999 | kein Preis                                    | kein Preis    |
| 2000 | kein Preis                                    | kein Preis    |
| 2001 | Refugee                                       | Javed Akhtar  |
| 2002 | kein Preis                                    | kein Preis    |
| 2003 | Sur – Aa Bhi Ja                               | Nida Fazli    |
| 2004 | Chalte Chalte – Wohin das Schicksal uns führt | Javed Akhtar  |
| 2005 | Veer und Zaara – Die Legende einer Liebe      | Javed Akhtar  |
| 2006 | Die Schöne und der Geist – Dheere Jalna       | Gulzar        |
| 2007 | Fanaa – Chand Sifarish                        | Prasoon Joshi |